# ميخايلو مودريك
ميخايلو مودريك (مواليد 5 يناير 2001) هو لاعب كرة قدم أوكراني يلعب في مركز الجناح الأيسر في نادي تشيلسي.

## روابط خارجية
- ميخايلو مودريك على موقع الاتحاد الأوربي (الإنجليزية)
- ميخايلو مودريك على موقع اتحاد أوكرانيا (الإنجليزية)
- ميخايلو مودريك على موقع إي إس بي إن إف سي (الإنجليزية)
- ميخايلو مودريك على موقع قاعدة بيانات كرة القدم.إي يو (الإنجليزية)
- ميخايلو مودريك على موقع ليكيب (الفرنسية)
- ميخايلو مودريك على موقع ناشيونال فوتبول تيمز (الإنجليزية)
- ميخايلو مودريك على موقع Soccerbase.com (لاعب) (الإنجليزية)
- ميخايلو مودريك على موقع Soccerway.com (الإنجليزية)
- ميخايلو مودريك على موقع عالم كرة القدم.نت (الإنجليزية)
- ميخايلو مودريك على موقع AS.com (الإسبانية)